# 黑蹼树蛙
黑蹼树蛙（学名：Rhacophorus reinwardtii）也被称为跳蛙或马来飞蛙，为树蛙科树蛙属的两栖动物。
分布于印度尼西亚，马来西亚，泰国以及中国大陆的广西和云南等地，主要生活于热带季雨林中水塘附近的乔木灌丛草丛上。其生存的海拔为1000米。该物种的模式产地在爪哇。

## 语源
种名“reinwardtii”源于荷兰植物学家卡斯珀·瑞华德（C. Reinwardt）的名字。

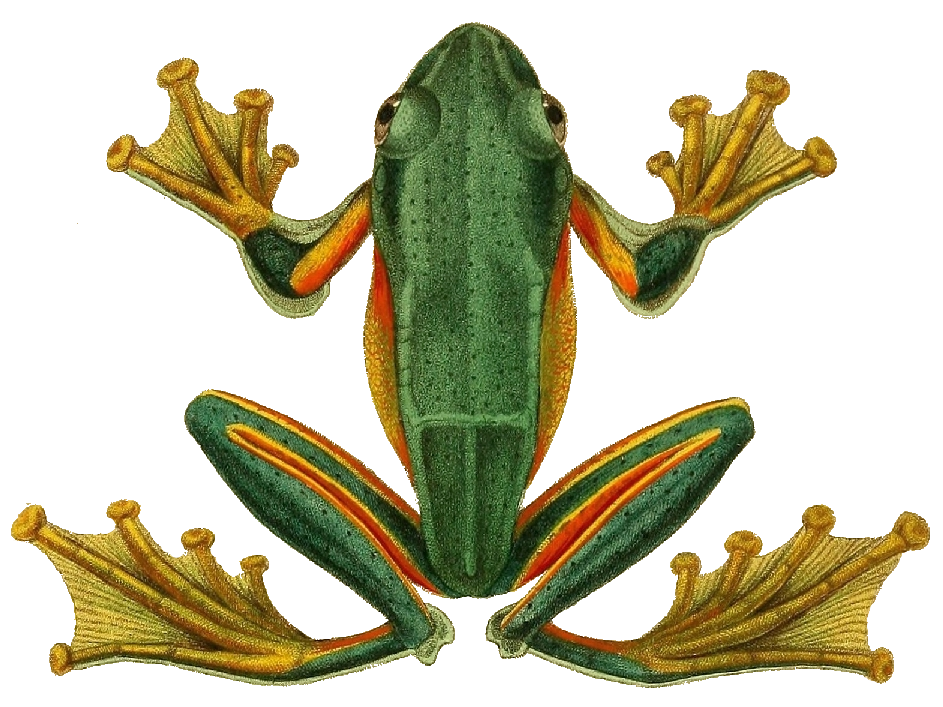
跳蛙体长6～8厘米，趾间有发达的蹼，末端有吸盘。

## 保护
本种于2023年被收录入《有重要生态、科学、社会价值的陆生野生动物名录》。